# Všestudy (ort i Tjeckien, Ústí nad Labem)
Všestudy är en ort i Tjeckien.   Den ligger i regionen Ústí nad Labem, i den nordvästra delen av landet, 80 km nordväst om huvudstaden Prag. Všestudy ligger 316 meter över havet och antalet invånare är 176.
Terrängen runt Všestudy är platt åt sydost, men åt nordväst är den kuperad. Terrängen runt Všestudy sluttar österut.Runt Všestudy är det ganska glesbefolkat, med 25 invånare per kvadratkilometer. Närmaste större samhälle är Most, 10,4 km nordost om Všestudy. Trakten runt Všestudy består till största delen av jordbruksmark.